# Matidia bipartita
Matidia bipartita är en spindelart som beskrevs av Christa L. Deeleman-Reinhold 200. Matidia bipartita ingår i släktet Matidia och familjen säckspindlar. Inga underarter finns listade i Catalogue of Life.